# Melissa Etheridge
Melissa Lou Etheridge (* 29. května 1961 Leavenworth, Kansas, USA) je americká zpěvačka, hudebnice, skladatelka a aktivistka.
V roce 1990 získala cenu Juno Award. Je rovněž držitelkou několika cen Grammy Award a v roce 2011 jí byla přidělena hvězda na Hollywoodském chodníku slávy.

## Diskografie
- Melissa Etheridge (1988)
- Brave and Crazy (1989)
- Never Enough (1992)
- Yes I Am (1993)
- Your Little Secret (1995)
- Breakdown (1999)
- Skin (2001)
- Lucky (2004)
- The Awakening (2007)
- A New Thought for Christmas (2008)
- Fearless Love (2010)
- Icon (2011)
- 4th Street Feeling (2012)
- This Is M.E. (2014)
- A Little Bit Of Me: Live in L.A. (2015)
- Memphis Rock and Soul (2016)
- The Medicine Show (2019)